# Portugal op de Olympische Zomerspelen 2000
Portugal nam deel aan de Olympische Zomerspelen 2000 in Sydney, Australië. Er werden twee medailles gewonnen.

## Medailleoverzicht
| Sport    | Olympiër         | Onderdeel  | Medaille |
| -------- | ---------------- | ---------- | -------- |
| Atletiek | Fernanda Ribeiro | 10000m (v) | Goud     |
| Judo     | Nuno Delgado     | -81kg (m)  | Goud     |

## Deelnemers en resultaten

### Atletiek
| Olympiër         | Onderdeel                | Resultaat | Prestatie |
| ---------------- | ------------------------ | --------- | --- |
| João Pires       | 800m (m)                 | 25e       | serie 5: 5de in 1.47,61 |
| Rui Silva        | 1500m (m)                | 32e       | serie 3: 13de in 3.41,93 |
| Hélder Ornelas   | 5000m (m)                | 33e       | serie 1: 17de in 14.29,01 |
| José Ramos       | 10000m (m)               | 14e       | serie 2: 10de in 27.56,30 finale: 14de in 28.07,43 |
| Pedro Rodrigues  | 400m horden (m)          | 18e       | serie 6: 4de in 49,90 halve finale 1: 7de in 49,48 |
| Manuel Silva     | 3000m steeplechase (m)   | 13e       | serie 3: 5de in 8.25,70 finale: 13de in 8.38,63 |
| Domingos Castro  | marathon (m)             | 18e       | 2:16.52 |
| Luís Novo        | marathon (m)             | 50e       | 2:23.04 |
| António Pinto    | marathon (m)             | 11e       | 2:15.17 |
| João Vieira      | 20km snelwandelen (m)    | DNS       | niet gestart |
| Pedro Martins    | 50km snelwandelen (m)    | 33e       | 4:08.13 |
| Carlos Calado    | verspringen (m)          | 10e       | kwalificatie groep B: 4de met 8,04m finale: 10de met 7,94m |
| João André       | polsstokhoogspringen (m) | 29e       | kwalificatie groep B: 16de met 5,40m |
| Nuno Fernandes   | polsstokhoogspringen (m) | 32e       | kwalificatie groep A: 14de met 5,25m |
| Vítor Costa      | kogelslingeren (m)       | 37e       | kwalificatie groep A: 18de met 68,89m |
| Mário Aníbal     | tienkamp (m)             | 12e       | 100m: 16de in 10,97 verspringen: 25ste met 6,90m kogelstoten: 4de met 15,39m hoogspringen: 11de met 2,03m 400m: 11de in 48,71 110m horden: 17de in 14,71 discuswerpen: 7de met 45,01m polsstokhoogspringen: 10de met 4,90m speerwerpen: 16de met 57,51m 1500m: 11de in 4.32,68 totaal: 8136 punten |
|                  |                          |           | |
| Carla Sacramento | 1500m (v)                | 10e       | serie 1: 5de in 4.08,41 halve finale 2: 5de in 4.07,65 finale: 10de in 4.11,15 |
| Ana Dias         | 10000m (v)               | 24e       | serie 2: 12de in 33.21,69 |
| Fernanda Ribeiro | 10000m (v)               | Brons     | serie 1: 3de in 32.06,43 finale: 3de in 30.22,88 (NR) |
| Manuela Machado  | marathon (v)             | 21e       | 2:32.29 |
| Susana Feitor    | 20km snelwandelen (v)    | 14e       | 1:33.53 |
| Teresa Machado   | discuswerpen (v)         | 11e       | kwalificatie groep B: 13de met 55,86m finale: 11de met 59,50m |

### Badminton
| Olympiër          | Onderdeel     | Resultaat | Prestatie                                      |
| ----------------- | ------------- | --------- | ---------------------------------------------- |
| Marco Vasconcelos | enkelspel (m) | 33e       | 1ste ronde: V van FRA Gallet: 0-2 (7-15, 8-15) |

### Boogschieten
| Olympiër   | Onderdeel       | Resultaat | Prestatie                                                                      |
| ---------- | --------------- | --------- | ------------------------------------------------------------------------------ |
| Nuno Pombo | individueel (m) | 60e       | plaatsingsronde: 59ste met 572 punten 1ste ronde: V van SWE Petersson: 146-165 |

### Judo
| Olympiër         | Onderdeel  | Resultaat | Prestatie |
| ---------------- | ---------- | --------- | --- |
| Pedro Caravana   | -66kg (m)  | 17e       | 1ste ronde: vrij 2de ronde: W van VEN Ortíz: yuko 3de ronde: V van GEO Vazagashvili: ippon |
| Michel Almeida   | -73kg (m)  | 7e        | 1ste ronde: vrij 2de ronde: W van VEN Manglés: waza-ari 3de ronde: W van HUN Illyés: ippon kwartfinale: V van BRA Camilo: waza-ari herkansingen: W van ALG Yagoubi: waza-ari herkansingen 2: V van USA Pedro: ippon                                                                                       |
| Nuno Delgado     | -81kg (m)  | Brons     | 1ste ronde: W van MON Vatrican: ippon 2de ronde: W van ITA Lepre: koka 3de ronde: W van AUS Kelly: ippon kwartfinale: W van IRI Sarikhani: ippon halve finale: V van KOR Cho: waza-ari bronzen finale: W van URU Paseyro: ippon 2de ronde: W van VEN Ortíz: yuko 3de ronde: V van GEO Vazagashvili: ippon |
| Pedro Soares     | -100kg (m) | 13e       | 1ste ronde: vrij 2de ronde: W van EGY El Gharbawy: ippon 3de ronde: V van CAN Gill: waza-ari herkansingen: V van NED Sonnemans: waza-ari |
|                  |            |           | |
| Filipa Cavalleri | -57kg (v)  | 17e       | 1ste ronde: vrij 2de ronde: V van ITA Cavazzuti: yuko |
| Sandra Godinho   | -78kg (v)  | 17e       | 1ste ronde: V van BRA Silva: waza-ari |

### Kanovaren
| Olympiër                    | Onderdeel      | Resultaat | Prestatie                                                        |
| --------------------------- | -------------- | --------- | ---------------------------------------------------------------- |
| Florence Ferreira Fernandes | K-1 slalom (v) | 20e       | kwalificatie: 20ste run 1: 20ste in 227,65 run 2: 17de in 162,10 |

### Paardensport
| Olympiër     | Onderdeel   | Resultaat | Prestatie                   |
| Dressuur     | Dressuur    | Dressuur  | Dressuur                    |
| ------------ | ----------- | --------- | --------------------------- |
| Daniel Pinto | individueel | 27e       | Grand Prix: 27ste in 65,28% |

### Schermen
| Olympiër   | Onderdeel  | Resultaat | Prestatie                                                                               |
| ---------- | ---------- | --------- | --------------------------------------------------------------------------------------- |
| João Gomes | floret (m) | 12e       | 1ste ronde: vrij 2de ronde: W van AUT Ludwig: 15-12 3de ronde: V van GER Bißdorf: 11-15 |

### Schietsport
| Olympiër          | Onderdeel            | Resultaat | Prestatie                                                                         |
| ----------------- | -------------------- | --------- | --------------------------------------------------------------------------------- |
| João Costa        | 50m pistool (m)      | 27e       | kwalificatie: 27ste met 548 punten (89-88-92-93-94-92)                            |
| João Costa        | 10m luchtpistool (m) | 7e        | kwalificatie: 5de met 581 punten (95-97-97-97-97-98) finale: 7de met 679,4 punten |
| Custódio Ezequiel | trap (m)             | 18e       | kwalificatie: 18de met 111 punten (21-22-22-23-23)                                |
| João Rebelo       | trap (m)             | 26e       | kwalificatie: 26ste met 108 punten (20-24-21-22-21)                               |

### Tennis
| Olympiër                   | Onderdeel      | Resultaat | Prestatie                                             |
| -------------------------- | -------------- | --------- | ----------------------------------------------------- |
| Nuno Marques Bernardo Mota | dubbelspel (m) | 17e       | 1ste ronde: V van BAH Knowles/Merklein: 7-6, 4-6, 5-7 |

### Volleybal
| Olympiër                                 | Onderdeel | Resultaat | Prestatie |
| Beach                                    | Beach     | Beach     | Beach |
| ---------------------------------------- | --------- | --------- | --- |
| João Brenha Miguel Maia                  | mannen    | 4e        | 1ste ronde: W van NOR Kvalheim/Maaseide: 15-10 2de ronde: W van ARG Martínez/Conde: 15-3 kwartfinale: W van SUI P Laciga/Laciga: 15-11 halve finale: V van USA Blanton/Fonoimoana: 12-15 bronzen finale: V van GER Ahmann/Hager: 9-12, 6-12 |
|                                          |           |           | |
| Ana Cristina Pereira Maria José Schuller | vrouwen   | 9e        | 1ste ronde: W van CHN Chi/Xiong: 15-5 2de ronde: V van BRA Pires/Samuel: 5-15 |

### Wielersport
| Olympiër          | Onderdeel        | Resultaat | Prestatie      |
| Weg               | Weg              | Weg       | Weg            |
| ----------------- | ---------------- | --------- | -------------- |
| Vítor Gamito      | tijdrit (v)      | 35e       | 1:03.16        |
| José Azevedo      | wegwedstrijd (v) | DNF       | niet gefinisht |
| Bruno Castanheira | wegwedstrijd (v) | DNF       | niet gefinisht |
| Vítor Gamito      | wegwedstrijd (v) | DNF       | niet gefinisht |
| Orlando Rodrigues | wegwedstrijd (v) | DNF       | niet gefinisht |

### Zeilen
| Olympiër                      | Onderdeel      | Resultaat | Prestatie                                         |
| ----------------------------- | -------------- | --------- | ------------------------------------------------- |
| João Rodrigues                | mistral (m)    | 18e       | 129 punten: (9-25-DNF-7-3-20-28-19-15-7-23)       |
| Álvaro Marinho Miguel Nunes   | 470 (m)        | 5e        | 67 punten: (14-6-7-5-9-5-15-25-15-16)             |
|                               |                |           |                                                   |
| Joana Pratas                  | europe (v)     | 21e       | 141 punten: (9-20-21-24-11-14-16-20-19-15-17)     |
|                               |                |           |                                                   |
| Gustavo Lima                  | laser          | 6e        | 83 punten: (6-22-4-2-3-18-11-7-44-10-34)          |
| Hugo Rocha Nuno Barreto       | tornado klasse | 16e       | 122 punten: (13-14-15-13-15-16-17-17-14-9-13)     |
| Afonso Domingos Diogo Cayolla | 49er           | 7e        | 93 punten: (7-13-3-6-8-13-3-4-13-11-8-3-4-11-4-8) |

### Zwemmen
| Olympiër          | Onderdeel            | Resultaat | Prestatie               |
| ----------------- | -------------------- | --------- | ----------------------- |
| Pedro Silva       | 50m vrije slag (m)   | 36e       | serie 7: 8ste in 23,27  |
| Ricardo Pedroso   | 200m vrije slag (m)  | 25e       | serie 4: 3de in 1.52,60 |
| Nuno Laurentino   | 100m rugslag (m)     | 28e       | serie 4: 6de in 56,95   |
| Mário Carvalho    | 200m rugslag (m)     | 30e       | serie 2: 2de in 2.03,82 |
| José Couto        | 100m schoolslag (m)  | 18e       | serie 8: 7de in 1.02,79 |
| José Couto        | 200m schoolslag (m)  | 26e       | serie 7: 7de in 2.18,08 |
| Simão Morgado     | 100m vlinderslag (m) | 30e       | serie 4: 1ste in 54,75  |
|                   |                      |           |                         |
| Raquel Felgueiras | 200m vlinderslag (v) | 27e       | serie 2: 5de in 2.15,19 |

Albanië · Algerije · Amerikaanse Maagdeneilanden · Amerikaans-Samoa · Andorra · Angola · Antigua en Barbuda · Argentinië · Armenië · Aruba · Australië · Azerbeidzjan · Bahama's · Bahrein · Bangladesh · Barbados · België · Belize · Benin · Bermuda · Bhutan · Bolivia · Bosnië en Herzegovina · Botswana · Brazilië · Britse Maagdeneilanden · Brunei · Bulgarije · Burkina Faso · Burundi · Cambodja · Canada · Centraal-Afrikaanse Republiek · Chili · China · Chinees Taipei · Colombia · Comoren · Congo-Brazzaville · Congo-Kinshasa · Cookeilanden · Costa Rica · Cuba · Cyprus · Denemarken · Djibouti · Dominica · Dominicaanse Republiek · Duitsland · Ecuador · Egypte · El Salvador · Equatoriaal-Guinea · Eritrea · Estland · Ethiopië · Fiji · Filipijnen · Finland · Frankrijk · Gabon · Gambia · Georgië · Ghana · Grenada · Griekenland · Groot-Brittannië · Guam · Guatemala · Guinee · Guinee‑Bissau · Guyana · Haïti · Honduras · Hongarije · Hongkong · Ierland · IJsland · India · Indonesië · Irak · Iran · Israël · Italië · Ivoorkust · Jamaica · Japan · Jemen · Joegoslavië · Jordanië · Kaaimaneilanden · Kaapverdië · Kameroen · Kazachstan · Kenia · Kirgizië · Koeweit · Kroatië · Laos · Lesotho · Letland · Libanon · Liberia · Libië · Liechtenstein · Litouwen · Luxemburg · Macedonië · Madagaskar · Malawi · Malediven · Maleisië · Mali · Malta · Marokko · Mauritanië · Mauritius · Mexico · Micronesië · Moldavië · Monaco · Mongolië · Mozambique · Myanmar · Namibië · Nauru · Nederland · Nederlandse Antillen · Nepal · Nicaragua · Nieuw-Zeeland · Niger · Nigeria · Noord-Korea · Noorwegen · Oeganda · Oekraïne · Oezbekistan · Oman · Oostenrijk · Pakistan · Palau · Palestina · Panama · Papoea-Nieuw-Guinea · Paraguay · Peru · Polen · Portugal · Puerto Rico · Qatar · Roemenië · Rusland · Rwanda · Saint Kitts en Nevis · Saint Lucia · Saint Vincent en Grenadines · Salomonseilanden · Samoa · San Marino ·  Sao Tomé en Principe · Saoedi-Arabië · Senegal · Seychellen · Sierra Leone · Singapore · Slovenië · Slowakije · Soedan · Somalië · Spanje · Sri Lanka · Suriname · Swaziland · Syrië · Tadzjikistan · Tanzania · Thailand · Togo · Tonga · Trinidad en Tobago · Tsjaad · Tsjechië · Tunesië · Turkije · Turkmenistan · Uruguay · Vanuatu · Venezuela · Verenigde Arabische Emiraten · Verenigde Staten · Vietnam · Wit-Rusland · Zambia · Zimbabwe · Zuid-Afrika · Zuid-Korea · Zweden · Zwitserland · Individuele olympische atleten